# Asylrätt (rättighet)
Asylrätt, alternativt rätten till asyl eller rätten att söka asyl, är en mänsklig rättighet gällande varje individs rätt att söka skydd (asyl). Rättigheten att söka asyl motsvaras av en skyldighet för stater att möjliggöra att människor kan söka asyl och att ansökan hanteras rättssäkert. Asylrätten har sin juridiska grund i flyktingkonventionen från 1951 som definierar vem som är flykting, och vad en flykting har för rättigheter.
En viktig regel som växt fram inom internationell rätt är principen om non-refoulement, vilket innebär att inget mottagande land får utvisa den som sökt asyl till ett land där personen riskerar att förföljas. Denna princip kompletteras av bland annat FN:s Tortyrkonvention.
FN:s flyktingkonvention stadgar också att flyktingar ska behandlas likvärdigt med andra utlänningar på det mottagande landets territorium. I vissa avseende ska deras rättigheter även jämställas med mottagarlandets medborgares. Detta innebär, förutom säkerställande av flyktingarnas levnadsstandard, att mottagarlandet utfärdar så kallade resedokument vilka gäller som pass för flyktingar, så att de skall ha samma rörelsefrihet som landets medborgare.
Flyktingar är inte medborgare i mottagarlandet och många stater förväntar sig att de ska återvända när situationen lugnat ner sig i deras hemländer. De kan dock ansöka om naturalisation under samma förutsättningar som andra utländska personer i landet och på så sätt bli medborgare i det land där de sökt asyl och fått flyktingstatus.
Inom EU infördes 1990 den så kallade Dublinkonventionen, 2003 ersatt av Dublinförordningen. Enligt förordningen kan en asylsökande inte själv välja land, utan ska söka asyl i det första land personen anländer till vid sin ankomst till EU. Detta kallas för principen om första asylland.

## Principen om non-refoulement
En central princip till skydd för den asylsökande i den internationella flyktingrätten är non-refoulementprincipen. Den innebär i korta drag att ingen människa får skickas tillbaka, avvisas, utvisas, utlämnas eller överföras till ett land eller område där personen riskerar allvarliga kränkningar av sina mänskliga rättigheter. Principen är sedvanerättsligt bindande, vilket innebär att alla stater omfattas av den, även de som t.ex. inte ratificerat flyktingkonventionen. Non-refoulement är särskilt ett skydd mot tortyr, och grym, omänsklig eller förnedrande behandling och har därmed också kodifierats i FN:s konvention mot tortyr. Principen sträcker sig dock utöver tortyr, och täcker även andra allvarliga kränkningar av mänskliga rättigheter.